# Million Years Ago
"Million Years Ago" é uma canção da artista musical inglesa Adele gravada para o seu terceiro álbum de estúdio, 25 (2015). A canção foi escrita por Adele e Greg Kurstin, com a produção da canção fornecida por este último. Liricamente, a faixa é sobre como a fama afetou pessoalmente ela e todos ao seu redor.
A canção mapeou nos charts da Austrália, Bélgica, Canadá, França, Finlândia, Alemanha, Hungria, Irlanda, Espanha, Reino Unido e Estados Unidos. Adele cantou a música durante o especial Adele at the BBC e no Today Show.

## Composição
"Million Years Ago" é uma música acústica acompanhada apenas por violão, e o vocal de Adele. As letras da música tocam temas de fama, e como ela "assusta", sobre como a fama a afetou pessoalmente e todos ao seu redor, cantando sobre como ela sente falta do ar, sua mãe e seus amigos mas sua "vida está passando e tudo que posso fazer é observar e chorar". Jon Pareles do The New York Times descreveu a música como um "[que] chora a juventude perdida". Brian Hiatt, da Rolling Stone, comparou a música a uma balada de Madonna dos anos noventa misturada com "Garota de Ipanema".
Adele foi acusada de plagiar a melodia de "Million Years Ago" da música "Acilara Tutunmak", de 1985, do cantor Ahmet Kaya. Em setembro de 2021, é acusada por Martinho da Vila de plagiar sua música, Mulheres, composta por Toninho Geraes, com uma perícia apontando que 88% da melodia é semelhante. Após a falta de respostas dos representantes de Adele, o cantor disse que levaria o caso à justiça. Em 2024 o caso foi levado a justiça, enquanto em uma reunião de conciliação com representantes da Universal Music, gravadora de Adele no país, terminou sem acordo. Durante a audiência, Toninho Geraes, aos 62 anos, relatou sua versão dos fatos na ausência de Adele e de seu representante Greg. Emocionado, o compositor teve uma crise de choro, sentiu-se mal e precisou ser amparado por sua equipe jurídica. Após decisão da Justiça do Rio de Janeiro, a música de Adele foi retirada das plataformas digitais.

## Performances ao vivo
Ela tocou a música em Adele at the BBC, que foi gravado no The London Studios em 2 de novembro de 2015 e transmitido pela BBC One em 20 de novembro de 2015. Ela tocou a música no Today em 25 de novembro de 2015. Adele também tocou a música no Adele Live in New York City, que foi gravado em um show de uma noite no Radio City Music Hall em 17 de novembro de 2015 e transmitido pela NBC em 14 de dezembro de 2015.[carece de fontes?]
Adele recebeu uma nomeação para o Emmy Award por sua performance ao vivo no programa Today.[carece de fontes?]

## Paradas musicais
| País/Parada (2015–17)                           | Melhor posição |
| ----------------------------------------------- | -------------- |
| Alemanha (Offizielle Deutsche Charts)           | 74             |
| Austrália (ARIA)                                | 84             |
| Bélgica (Ultratop 50 de Flandres)               | 48             |
| Bélgica (Ultratop 50 da Valônia)                | 46             |
| Canadá (Canadian Hot 100)                       | 97             |
| Coreia do Sul (Gaon Music Chart)                | 22             |
| Escócia (Scottish Singles Chart)                | 24             |
| Espanha (PROMUSICAE)                            | 25             |
| Estados Unidos (Bubbling Under Hot 100 Singles) | 19             |
| Estados Unidos (Billboard Digital Song Sales)   | 28             |
| Finlândia (Latauslista Download)                | 8              |
| França (SNEP)                                   | 42             |
| Hungria (Single Top 40)                         | 36             |
| Irlanda (IRMA)                                  | 94             |
| Israel (Media Forest)                           | 3              |
| Países Baixos (Digital Songs)                   | 7              |
| Reino Unido (UK Singles Chart)                  | 64             |
| Reino Unido (OCC UK Indie)                      | 10             |